# Andrés Castro Piche
Andrés Gilberto Castro Piche (San José, 11 de noviembre de 1990) es un exfutbolista profesional costarricense que juega como defensa lateral izquierdo y su último equipo de  fue la Universidad de Costa Rica de la Primera División de Costa Rica.

## Trayectoria
Inició su carrera en las ligas menores del Club Sport Herediano, para posteriormente hacer su debut oficial 19 de setiembre del 2009 en un partido ante la Asociación Deportiva Ramonense. Se proclama campeón del Campeonato de Verano 2012, donde también ha obtenido los subcampeonatos del Campeonato de Invierno 2011 y Campeonato de Invierno 2012. En la temporada 2013-2014-2015 militó en el Municipal Pérez Zeledón y en el 2016-2017 en Uruguay de Coronado tanto en primera como segunda división, posteriormente tres torneos cortos en la Universidad de Costa Rica hasta finales del año 2018, finalizando con un paso fugaz por el Sporting  a inicios del  2019 y retirándose formalmente el clausura 2019 con 28 años en el equipo de la segunda división Juventud Escazuceña, el equipo donde es oriundo.
A nivel de selecciones nacionales formó parte del proceso clasificatorio de los Juegos Olímpicos de Londres 2012, haciendo su debut en el año 2010 en un partido ante la Selección de fútbol de Nicaragua.
Andres Castro Piche acumuló 155 partidos en primera división con 3 goles oficiales y 60 partidos en segunda división con 13 goles oficiales.

## Clubes
| Club                    | País       | Año               |
| ----------------------- | ---------- | ----------------- |
| Club Sport Herediano    | Costa Rica | 2011 - 2012       |
| Municipal Pérez Zeledón | Costa Rica | 2012 - 2014       |
| AS Puma Generaleña      | Costa Rica | 2015 - Actualidad |

## Palmarés
| Título           | Club                 | Año         |
| ---------------- | -------------------- | ----------- |
| Primera División | Club Sport Herediano | Verano 2012 |